# Plopii fără soț

Plopii fără soț.

Plopii fără soț sunt aflați pe Șoseaua Bucium din municipiul Iași. Acești plopi l-au inspirat pe poetul Mihai Eminescu (1850-1889) în compunerea poeziei Pe lângă plopii fără soț, poezie care evocă iubirea dintre Eminescu și Veronica Micle, plopii fiind considerați ca un reper în drumul către iubită.

## Istoric
În vremurile îndepărtate, Dealul Bucium era acoperit de codrii multiseculari ai Iașului, pe pante crescând stejari, iar pe firul apelor, plopi, sălcii și arini. Pe acest deal, domnitorul Mihail Sturdza (1834-1849) a construit un palat care a servit ca reședință de vară.
Profesorul Ștefan Micle, rector al Universității "Al.I.Cuza" din Iași (1867-1875) și soțul Veronicăi Micle, locuia într-o casă din Bucium. În această casă, Veronica Micle stătea mai ales în perioada verii. De multe ori, Mihai Eminescu făcea popas la Hanul Trei Sarmale împreună cu povestitorul Ion Creangă, pentru a avea motiv să ajungă la casa Veronicăi.
Eminescu a compus poezia Pe lângă plopii fără soț, publicată în august-septembrie 1883 și apoi în volumul Poesii (1884). Poezia descrie periplurile sentimentale ale lui Eminescu prin zona plopilor albi în căutarea iubirii, ea începând cu versurile: 

Pe lângă plopii fără soț

Adesea am trecut;

Mă cunoșteau vecinii toți - 

Tu nu m-ai cunoscut.
În anul 1973, cei 29 plopi rămași au fost declarați monumente ale naturii. În decursul timpului, unii din cei 29 de plopi au fost loviți de trăsnet, iar alții au fost tăiați deoarece se uscaseră. În prezent, există numai 15 din cei 29 de plopi consemnați la momentul ridicării lor la rangul de arbori monumentali.
După cum explică prof. dr. Mandache Leocov, fost director al Grădinii Botanice din Iași, "când s-a înființat Casa de Oaspeți a lui Ceaușescu, s-a amenajat acolo un spațiu unde să aterizeze elicopterele, iar albia pârâului Vămășoaiei a fost atunci adâncită, iar malurile placate cu prefabricate. Din această cauză, nivelul apei pârâului a scăzut, iar cel al apei freatice a ajuns egal cu cel al pârâului și nu mai este cel preferat de plopii albi. Durata lor de viață va fi redusă de acest aspect".
Deoarece plopii cresc în locuri mlăștinoase, conservarea Plopilor fără soț este dificilă din cauza alimentării deficitare cu apă a zonei. Furtunile puternice pun în pericol existența plopilor. S-a avansat ipoteza mumificării copacilor, pentru ca aceștia să fie păstrați.
În fața plopilor fără soț a fost amplasat un bust al poetului Eminescu. Pe soclu se află o placă de marmură cu următoarea inscripție: 
Pe lîngă plopii fără soț

Adesea am trecut,

Mă cunoșteau vecinii toți 

Tu nu m-ai cunoscut

Mihai Eminescu

## Fotogalerie

Plopii fără soț
Plopii fără soț
Bustul lui Mihai Eminescu
Placă amplasată pe unul din plopi